# Jaume Roures
Jaime Robles Llop, dit Jaume Roures, né en 1950 à Barcelone, est un homme d'affaires et producteur espagnol, fondateur de la société Mediapro.

## Jeunesse
Né dans le quartier barcelonais du Raval, Jaume Roures grandit dans une famille d’adoption pauvre. Il commence à travailler dans une imprimerie à l’âge de 14 ans.

## Parcours professionnel
Après avoir passé un diplôme, Jaume Roures devient chef de production à TV3, la télévision publique catalane. Il y organise la première grande grève qui paralyse la chaîne, ce qui le conduit à être renvoyé de son poste pour rejoindre le service des sports. Sa négociation, en 1988, des droits du FC Barcelone pour TV3, auprès du président du club, est considéré comme « son premier coup de maître ». Ayant quitté TV3, selon lui « à cause d’un désaccord sur la manière de traiter la guerre du Golfe », il est ensuite embauché par le groupe Dorna Sports, qui gère les droits du Grand Prix moto. Il quitte Dorna Sports en 1993 : il avance comme motif son désaccord avec l'entrée au capital du banquier Mario Conde à la réputation véreuse, tandis que des témoignages évoquent les difficultés financières de l’actionnaire.
Il crée Mediapro en 1994 avec des amis ayant eu le même parcours que lui,. D’un capital de départ de seulement 5 000 euros, la société acquiert les droits du championnat d'Espagne de basket-ball, puis investit dans les droits du football, jusqu'à devenir l'un des principaux acteurs de la production audiovisuelle et des droits sportifs, avec plus de 7 000 salariés dans 26 pays,.
En 2006, il obtient, après appel d'offres, le contrôle de La Sexta, dernière chaîne de télévision libre analogique. Il crée en 2007 puis soutient le journal de gauche Público, qui fait faillite en 2012. Selon Le Monde, « la faiblesse des indemnités versées à des salariés du journal – le minimum fixé par la toute nouvelle réforme du travail du Parti populaire (PP) – fait scandale dans les équipes du dirigeant trotskiste, tout comme sa manœuvre pour empêcher les salariés de racheter le titre ». Il se sépare également de La Sexta, fusionnée avec le groupe Atresmedia, dont il obtient une participation.

## Militantisme
Militant dans sa jeunesse au Front ouvrier catalan (ca), il est incarcéré plusieurs fois pour des actions de propagande ou des réunions interdites par la dictature. De retour en Espagne après avoir voyagé aux États-Unis et en France, il intègre le bureau politique de la Ligue communiste révolutionnaire, avec pour responsabilités l’appareil du parti et son imprimerie, ainsi que le « secrétariat unifié » de la Quatrième Internationale.
Il soutient Podemos, entretenant de bonnes relations avec son dirigeant Pablo Iglesias Turrión, ainsi que le droit à l’autodétermination de la Catalogne. Il indique qu'« [il n'est] pas indépendantiste » mais qu'« [il défend] la liberté de la presse et le droit des Catalans à décider de ce qu’ils veulent ». À l'occasion du référendum de 2017 sur l'indépendance de la Catalogne, il monte un centre de presse, ce qui lui vaut d’apparaître dans un rapport de la garde civile sur les soutiens médiatiques aux indépendantistes.